# 바람과 구름과 비 (1989년 드라마)
《바람과 구름과 비》는 KBS 2TV에서 1989년 10월 9일부터 1990년 3월 27일까지 방영되었던 월화드라마이다. 1977년부터 1987년까지 조선일보에 연재한 이병주 작가의 전 10권으로 구성된 동명소설을 원작으로 하고 있다.
한편, MBC 14기 출신 김청 (황봉련 역)이 해당 드라마 주연을 맡게 되어 MBC 쇼 프로그램 《토요일! 토요일은 즐거워》 MC에서 1989년 가을 빠졌는데 본인(김청)이 MBC의 허락 없이 해당 드라마 주연을 맡게 되자 MBC는 김청에게 출연제재 조치를 내리기도 했다.

## 등장 인물
- 신일룡 - 최천중 역
- 김청 - 황봉련 역
- 김희라 - 최팔용 역
- 김성찬 - 유만석 역
- 임성원 - 구철용 역
- 나한일 - 연치성 역
- 이응경 - 심명진 역
- 노영국 - 하준호 역
- 안승훈 - 황현 역
- 김흥기 - 흥선대원군 이하응 역
- 안해숙 - 부대부인 여흥 민씨 역
- 차두옥 - 왕덕수 역
- 선우일란 - 왕덕수 아내 여씨 부인 역
- 황정순 - 신정왕후 풍양 조씨 역
- 이낙훈 - 산수도인(천중의 스승) 역
- 장항선 - 조경호(흥선대원군의 첫째사위) 역
- 김명희 - 조경호 아내 전주 이씨 부인(흥선대원군의 첫째딸) 역
- 선우재덕 - 고종 역
- 김지숙 - 명성황후 역
- 김민종 - 청년 왕태자 이척 역
  - 김태진 - 어린 왕세자 이척 역
- 박진성 - 조정구(흥선대원군의 둘째사위) 역
- 선우은숙 - 조정구 아내 전주 이씨 부인(흥선대원군의 둘째딸) 역
- 김성원 - 김좌근 역
- 박주아 - 김좌근 정실 아내 파평 윤씨 부인 역
- 임옥경 - 김좌근 측실 나합 양씨 역
- 임병기 - 유후조 역
- 최석구 - 구연수 역
- 심양홍 - 심순택 역
- 김종결 - 박규수 역
- 최화정 - 여란 역
- 오세근 - 베르네 신부 역
- 이혜정 - 박유덕 역
- 정재순 - 포천댁 역
- 봉혜선 - 욕쟁이 할머니 역
- 민지환 - 민치구 역
- 미상 - 경평군 이인응 역
- 신용규 - 경원군 이하전 역
- 강만희 - 김병학 역
- 안대용 - 김병기 역
- 김시원 - 김병국 역
- 이영재 - 민하 역
- 황덕재 - 위안스카이 역
- 유병한 - 마건충 역
- 유태술 - 법이 역
- 김해권

## 같이 보기
- 바람과 구름과 비 (TV조선, 2020년작)